# Elecciones federales extraordinarias de México de 1911
Las elecciones federales extraordinarias de México de 1911 se llevaron a cabo en dos jornadas, las elecciones primarias el 1 de octubre de 1911 y las elecciones secundarias el 15 de octubre de 1911, en ellas se eligieron los siguientes cargos de elección popular:
- Presidente de México. Jefe de Estado y de Gobierno, electo por un periodo de seis años y por primera vez desde 1880 no reelegible bajo ninguna circunstancia, para culminar el periodo 1910 - 1916 y del que tomaría posesión el 6 de noviembre de 1911. El candidato electo fue Francisco Ignacio Madero González.

- Vicepresidente de México. Sustituto constitucional del Presidente, electo para su mismo periodo. El candidato electo fue José María Pino Suárez.

A nivel estatal, también se renovaron la totalidad de las gubernaturas. En estas elecciones resultaron ganadores todos los candidatos maderistas con excepción de Jalisco y Tlaxcala, en donde ganaron los candidatos del Partido Católico Nacional.

## Elección presidencial
Las elecciones de 1911 fueron el proceso electoral que se llevó a cabo para elegir al Presidente y Vicepresidente de México que abarca el periodo 1910 - 1916 para el que habían sido elegidos Porfirio Díaz y Ramón Corral y que habían renunciado el 25 de mayo de 1911 como consecuencia de la Revolución mexicana. Este proceso electoral se llevó a cabo como resultado de los Tratados de Ciudad Juárez, que reconocían la victoria de la revolución maderista y a cambio Francisco I. Madero aceptaba la no interrupción del orden constitucional, permitiendo por lo tanto que el sucesor de Díaz en la presidencia de forma interina fuera Francisco León de la Barra y luego se convocaran elecciones extraordinarias según lo estipulado por la Constitución de 1857.

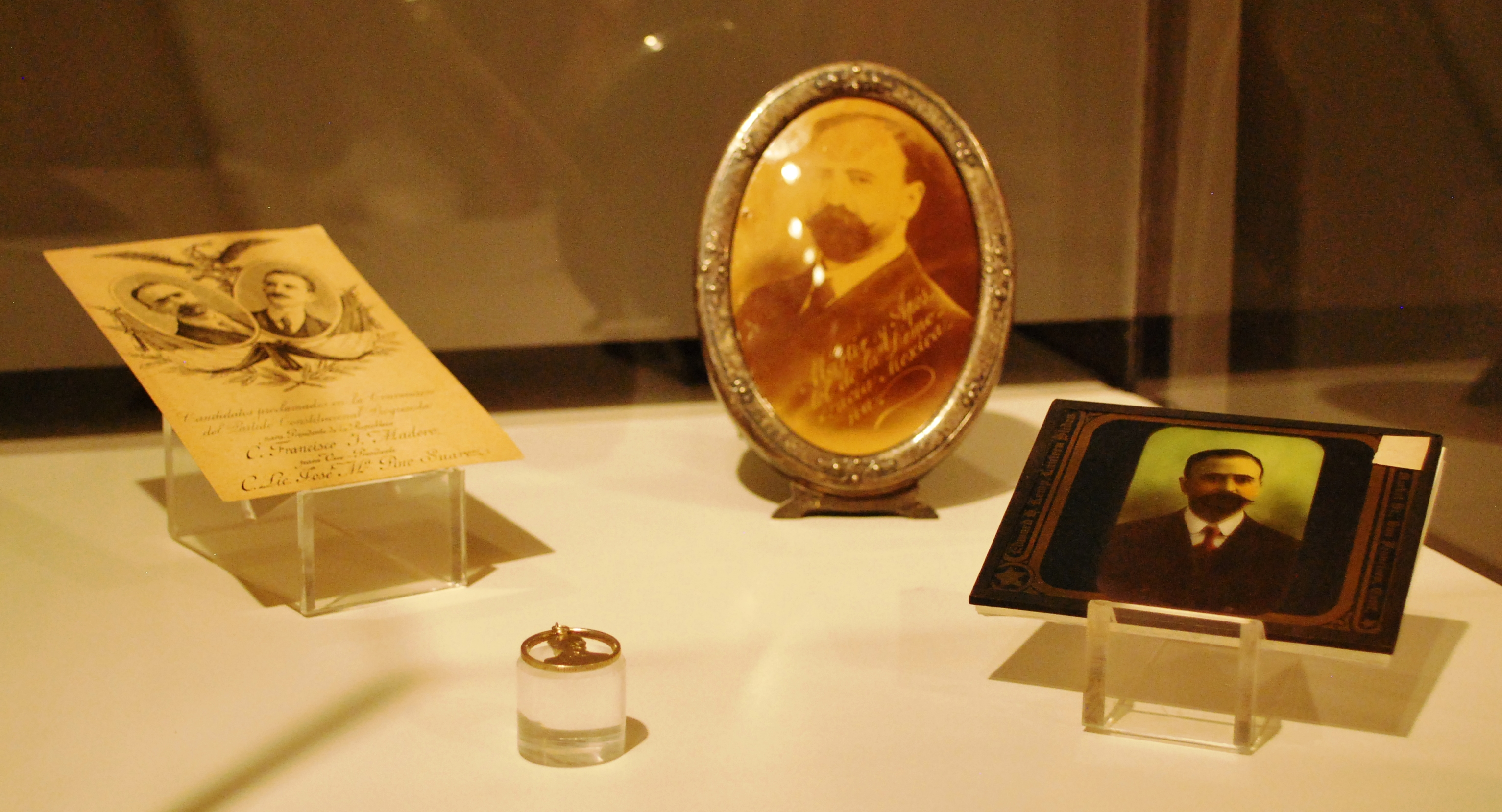
Objetos de la campaña de Madero-Pino Suárez.
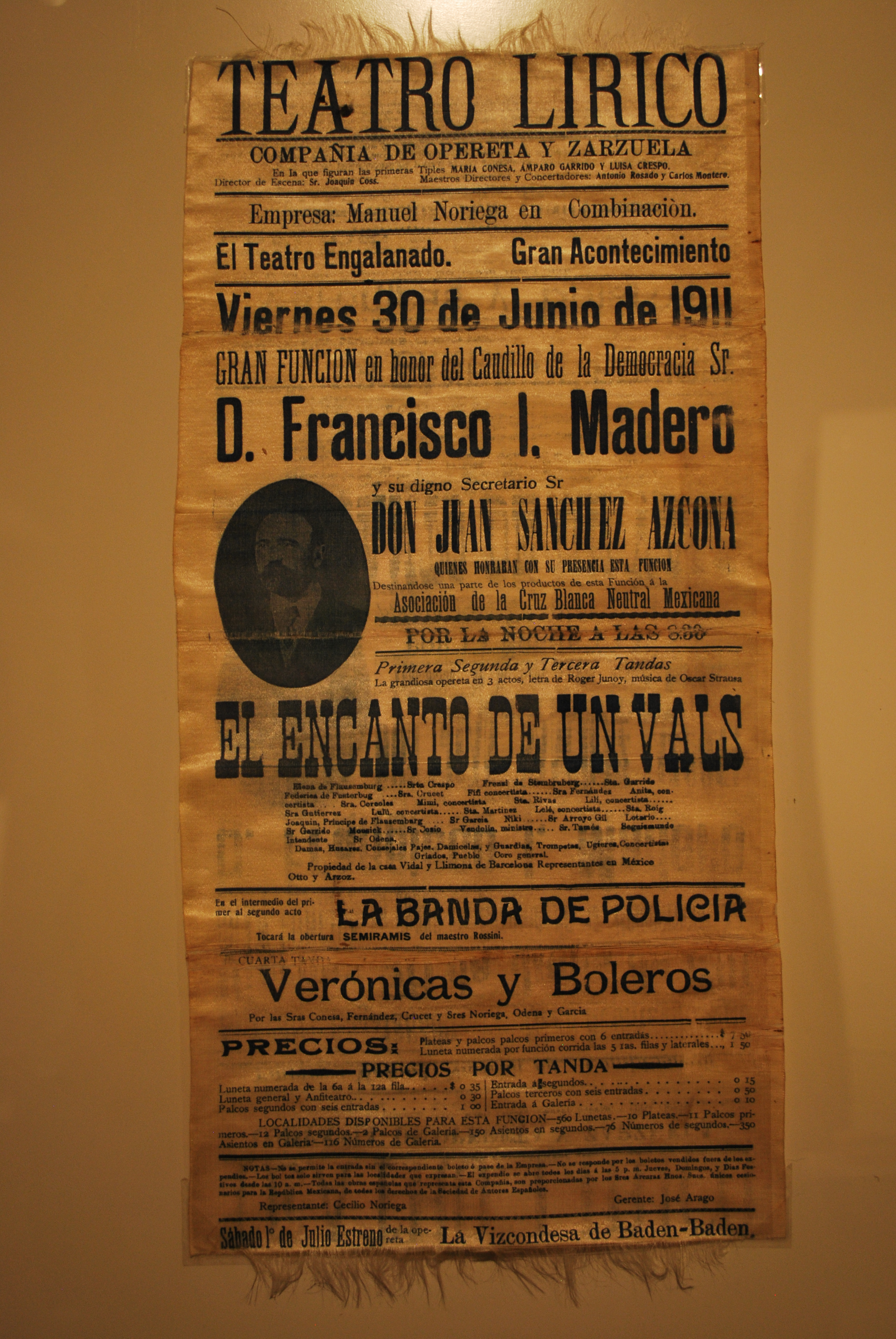
Poster para un evento de campaña de Madero.

En 1911 seguía vigente el proceso electoral que estipulaba la Constitución de 1857, que establecía que las elecciones para Presidente, Senadores y Diputados Federal eran indirectas, es decir los ciudadanos no elegían de manera directa a sus representantes, sino que se llevaban a cabo en dos diferentes jornadas, las elecciones primarias en las que todos los ciudadanos habilitados para votar, que eran los varones que tenían 18 años de edad si eran casados o 21 si eran solteros, tenían un modo honesto de vivir, sabían leer y escribir y tenían bienes, y en ellas elegían a un elector por cada 500 ciudadanos, esto daba como resultado 27.000 electores que posteriormente en las elecciones secundarias eran los que votaban directamente por los candidatos a los puestos de elección popular.

## Resultados Electorales

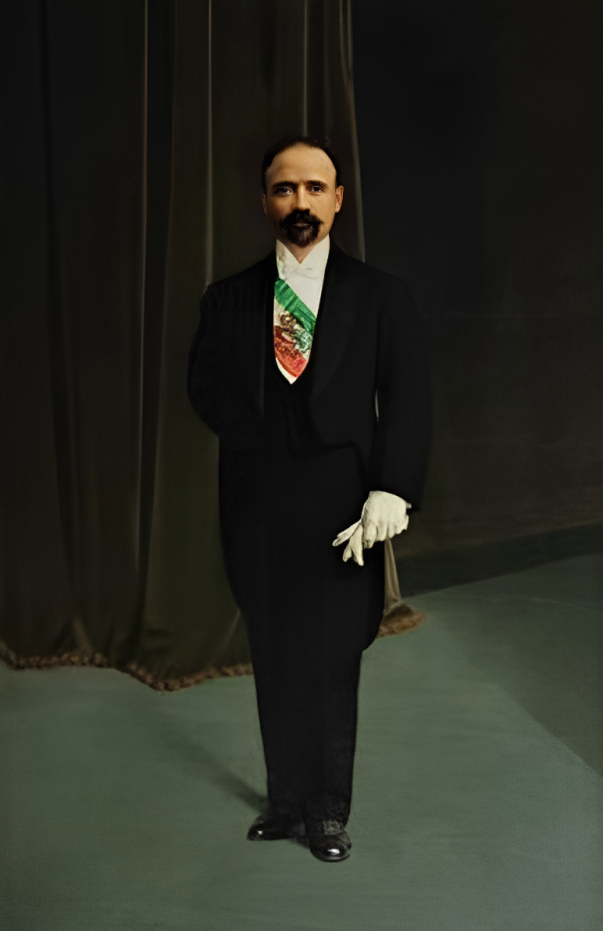
Francisco I. Madero rinde protesta como presidente de México el 6 de noviembre de 1911 para culminar el periodo 1910-1916.

### Presidente
|  | 99.27 % |

|  | 0.43 % |

|  | 0.08 % |

|  | 0.22 % |

|  | 100.00 % |

### Vicepresidente
|  | 52.79 % |

|  | 28.67 % |

|  | 17.38 % |

|  | 0.89 % |

|  | 0.12 % |

|  | 100.00 % |